# روح‌الله امیری سنقری

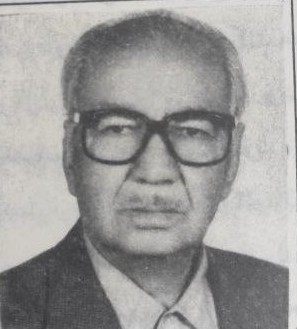
روح‌الله امیری سنقری

روح‌الله امیری سنقری (زادهٔ حدود ۱۲۹۴ خورشیدی – درگذشتهٔ ۱۲ مهر ۱۳۸۴)، شاعر، معلم و فعال فرهنگی اهل سنقر کلیایی در استان کرمانشاه بود. او یکی از چهره‌های تأثیرگذار در ادبیات محلی و آموزش نوین در منطقه به شمار می‌رود. امیری سال‌ها ریاست انجمن ادبی را برعهده داشت و دیوان اشعارش با عنوان «نجوای سهیل» در دو جلد منتشر شده‌است.

## زندگی
امیری سنقری در حدود سال ۱۲۹۴ خورشیدی به دنیا آمد و در ۱۲ مهر ۱۳۸۴ در سن نود سالگی درگذشت. پیکر او در مزار گلستان شهرستان سنقر به خاک سپرده شد.به گفتهٔ کیومرث مویدی، نویسنده و دوست نزدیک او، وی از خانواده‌ای با ریشه‌های آذربایجانی بود که به منطقه مهاجرت کرده بودند. او تحصیلات ابتدایی را تا کلاس دوم متوسطه گذراند و سپس به کار در آموزش و پرورش پرداخت. بعدها با راه‌اندازی شبکه برق روستایی در منطقه و گذراندن دوره‌های فنی، به طور رسمی استخدام شد.
به گفتهٔ مویدی، امیری از جوانی تا پایان عمر، با ذوق سرشار و طبع شاعرانه‌اش در محافل ادبی و فرهنگی حضور فعال داشت و در کنار شغل خود به تربیت نسل جوان و راه‌اندازی انجمن‌های شعر و ادب پرداخت.

## آموزش و فرهنگ
وی از پیشگامان آموزش نوین در سنقر کلیایی بود و به عنوان معلم فعالیت حرفه‌ای خود را آغاز کرد. نقش او در پایه‌گذاری نظام آموزش مدرن در منطقه، موجب شد تا جایگاهی فراتر از یک شاعر برایش قائل شوند و به عنوان یک مصلح فرهنگی شناخته شود. به روایت کیومرث مویدی، امیری شخصیتی اثرگذار در فرهنگ بومی بود که حضورش در هر محیطی باعث رونق و رشد استعدادهای محلی می‌شد. او علاوه بر شعر، در زمینه‌های اجتماعی نیز فعال بود و بسیاری از برنامه‌های فرهنگی و آموزشی منطقه با حضور یا ابتکار او برگزار می‌شد.

## فعالیت ادبی
امیری سنقری با تخلص امیر شناخته می‌شد. او سال‌ها ریاست انجمن ادبی را برعهده داشت؛ انجمنی که محلی برای گردهمایی شاعران و ادیبان منطقه بود. آثار او به سه زبان فارسی، کردی و ترکی سروده شده و شامل غزل، مثنوی، رباعی و ترکیب‌بند است.

## آثار

### نجوای سهیل
مجموعه اشعار امیری سنقری با عنوان نجوای سهیل در دو جلد منتشر شده‌است:

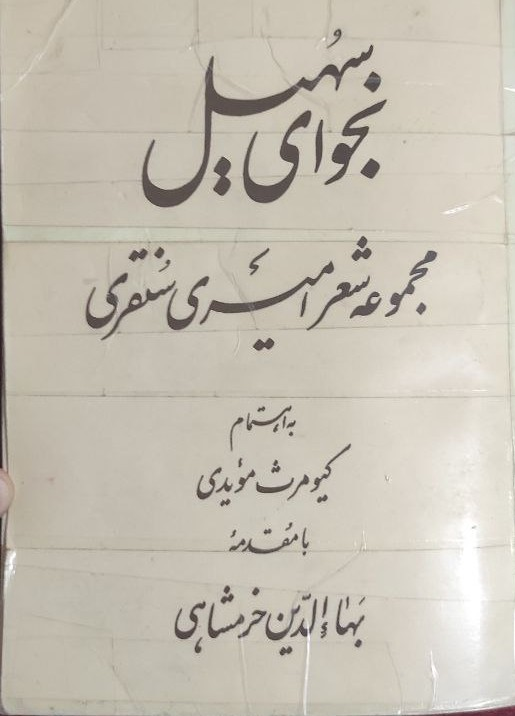
نجوای سهیل 1

- نجوای سهیل 1جلد اول در سال ۱۳۷۳ با ویراستاری کیومرث مؤیدی و مقدمه‌ای از بهاءالدین خرمشاهی منتشر شد.[۵]

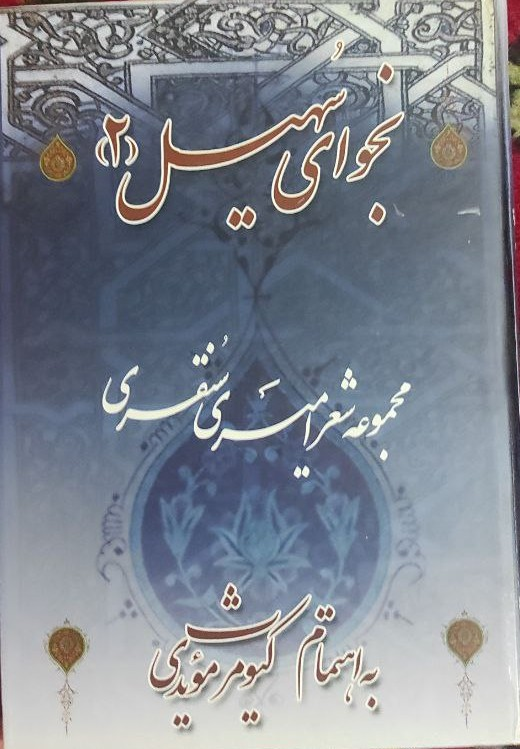
نجوای سهیل 2

- نجوای سهیل 2جلد دوم در سال ۱۳۸۶، پس از درگذشت او، با ویراستاری کیومرث مؤیدی توسط انتشارات پرتو ایزدی منتشر شد.[۶]

این اشعار شامل مضامین عرفانی، عاشقانه و اجتماعی هستند و در قالب‌هایی چون غزل، مثنوی، ترکیب‌بند و رباعی سروده شده‌اند. آثار او به سه زبان فارسی، کردی و ترکی نوشته شده‌اند.

## نقد و بررسی
بر آثار امیری سنقری پژوهش‌های دانشگاهی نیز انجام شده‌است. از جمله پایان‌نامه کارشناسی ارشد با عنوان «فنون بلاغت در شعر روح‌الله امیری سنقری» در دانشگاه کردستان، که به تحلیل ساختارهای بلاغی در اشعار او می‌پردازد. "امیری سنقری فنون بلاغت را نیز در شعر خود به کار گرفته است. و از آرایه های ادبی جهت آفرینش زیبایی و شیوایی در سخن خود بهره برده است. وی در دیوانش آرایه های بیانی و از جمله استعاره و تشبیه را بیشتر از آرایه های دیگر به کار گرفته است. در این تحقیق پژوهشگر به نقد اشعار فارسی شاعر با هدف شناساندن او و نقد علمی دیوانش با استفاده از روش تحلیلی توصیفی و با شیوه تحلیل محتوا پرداخته است".

## نمونه شعر
غزلی با عنوان «ماه» از دیوان امیری سنقری در کتاب *سفر در گندمزار کلیایی* آمده‌است:
مهتاب شبی بود که مهمان تو بودم
می سوختم و شمع شبستان تو بودم
چشمان تو مجذوب تماشای قمر بود
من واله زیبایی چشمان تو بودم
می شد به شکر خنده لبانت چو شکوفا
مبهوت دهان و لب و دندان تو بودم
گیسوی تو در دست صبا بود و من از رشک
آشفته تر از زلف پریشان تو بودم
تو مست در آغوش من فتادی و من مست
از شوق سر و سینه عریان تو بودم
فرخنده و زیبا و دل انگیز شبی بود
ایمن مگر از محنت هجران تو بودم
تا صبحدم ار کنج لبت کام گرفتم
در تاب و تب از بوسه سوزان تو بودم
آن دل که ربودی ز امیر از چه شکستی
من کز دل و جان بر سر پیمان تو بودم

## یادبودها

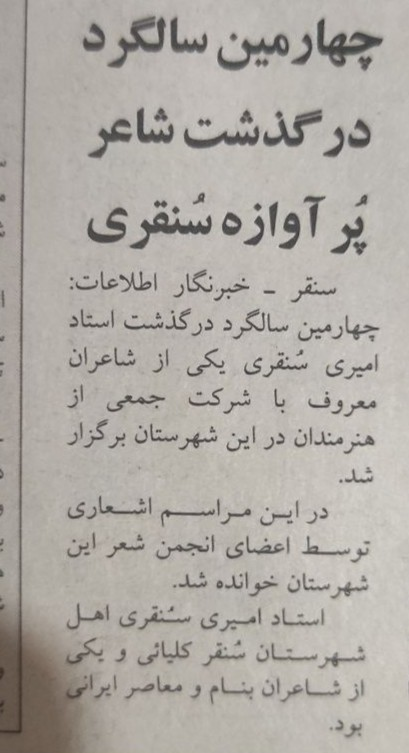
بریده‌ای از روزنامهٔ اطلاعات مربوط به خبر برگزاری چهارمین سالگرد درگذشت روح‌الله امیری سنقری، ۱۸ اسفند ۱۳۷۸.

به‌پاس خدمات فرهنگی و ادبی، مراسم بزرگداشت رسمی برای او در مجتمع فرهنگی اداره ارشاد اسلامی سنقر برگزار شد. مقامات محلی از جمله فرماندار و رئیس اداره ارشاد در این مراسم حضور داشتند.